# عبد العزيز شافي النفراني
د. عبدالعزيز شافي النفراني العصيمي العتيبي أكاديمي ودبلوماسي سعودي وعضو سابق بمجلس الشورى. د. العتيبي أول سفير للمملكة العربية السعودية لدى منظمة التجارة العالمية وكانت المملكة أول دولة عربية تعين سفير لها لدى منظمة التجارة العالمية۔

## نشأته
ولد د. عبدالعزيز وأنهى دراسته الابتدائية وجزءاً من المرحلة المتوسطة في قرية الغطغط إحدى ضواحي العاصمة الرياض ثم انتقل إلى مدينة الطائف وأنهى دراسته الثانوية في ثانوية الملك فيصل. التحق للعمل بمعهد الادارة العامة في الرياض بعد حصوله على درجة البكالوريوس في الادارة من جامعة الملك سعود وكان من ضمن الاوائل في دفعته.  
تم ابتعاثه للحصول على درجتي الماجستير والدكتوراه وحصل على الماجستير في الادارة والتنظيم والدكتوراه في الادارة وتحليل السياسات في عام ١٩٨٨م من جامعة ولاية نيويورك بتفوق۔

## المناصب التي تولاها
- رئيس ومؤسس مركز نزيه للاستشارات الادارية من ١٤٣٠هـ حتى تاريخه.
- عميد كلية ادارة الاعمال ووكيل الجامعة. جامعة الامير مقرن الاهلية من ١٤٣٨هـ إلى ١٤٤٠هـ.
- مندوب المملكة الدائم لدى منظمة التجارة العالمية بدرجة سفير. جنيف. سويسرا من ١٤٣١ الى ١٤٣٨هـ.
- عضو مجلس الشورى من ١٤٢٦هـ حتى ١٤٣٠هـ.
- نائب مدير عام معهد الادارة العامة لشؤون التدريب بالمرتبة الخامسة عشرة، من ١٤٢٠هـ إلى ١٤٢٧هـ.
- مدير عام البرامج (الإدارية، المالية والاقتصادية)، معهد الإدارة العامة، من ١٤١٠هـ إلى ١٤٢٠هـ.
- أستاذ مساعد، معهد الإدارة العامة، من ١٤٠٩هـ إلى ١٤١٠هـ
- مبتعث لدرجة الدكتوراه من ١٤٠٥هـ إلى ١٤٠٩هـ.
- مستشار غير متفرغ، وزارة المالية.
- مستشار غير متفرغ، وزارة الشؤون البلدية والقروية.
- مستشار غير متفرغ، القطاع الخاص.
- عضو مجلس ادارة الاتحاد الدولي لمعاهد ومدارس الادارة. بروكسل بلجيكا.

## أبرز المؤلفات والبحوث
- البيروقراطية وتحديات التباين الاقليمي في المملكة العربية السعودية باللغة الإنجليزية.
- تقييم أداء المؤسسات العامة في المملكة العربية السعودية (مشترك) باللغة الإنجليزية.
- حقوق المواطن في مواجهة البيروقراطية في المملكة العربية السعودية باللغة الإنجليزية.
- تدريب قيادات وموظفي البيروقراطية الحكومية.
- السلطة التنفيذية في المملكة العربية السعودية.
- دور معهد الإدارة العامة في التنمية الإدارية في الأجهزة الحكومية في المملكة العربية السعودية.

## عضوية مجالس ولجان
- رئيس مجلس التجارة في الخدمات بمنظمة التجارة العالمية.[2][12][13]
- رئيس مجلس التجارة في الخدمات بمنظمة التجارة العالمية.
- رئيس مجلس الجوانب التجارية للملكية الفكرية بمنظمة التجارة العالمية.
- رئيس مجموعة العمل الخاصة بالتكنولوجيا والتجارة بمنظمة التجارة العالمية.
- رئيس مجموعة الدول النامية في منظمة التجارة العالمية.
- رئيس المجموعة العربية في منظمة التجارة العالمية (عدة سنوات).
- رئيس لجنة الصداقة البرلمانية العاشرة بمجلس الشورى التي تشمل الدول التالية: دول الخليج العربية، اليمن، الصين، كوريا الجنوبية، وعدد من دول آسيا الوسطى من 1428هـ حتى 1430هـ.
- عضو اللجنة المالية بمجلس الشورى من 1426هـ حتى 1430هـ
- رئيس فريق إعادة هيكلة قطاع التعليم في المملكة العربية السعودية المكون من عدد من وكلاء الوزارات ذات العلاقة، اللجنة الوزارية للتنظيم الإداري.
- رئيس لجنة إعادة تنظيم معهد الإدارة العامة.
- رئيس لجنة تطوير نظام معهد الإدارة العامة.
- رئيس اللجنة الدائمة للتدريب والابتعاث في معهد الإدارة العامة.
- رئيس اللجنة الدائمة ليوم الخريج والوظيفة في معهد الإدارة العامة.
- رئيس لجنة الترقيات في معهد الإدارة العامة.
- منسق فريق إعادة تنظيم وزارة البرق والبريد والهاتف، اللجنة العليا للإصلاح الإداري.
- منسق فريق إعادة تنظيم وزارة الخارجية، اللجنة العليا للإصلاح الإداري.
- عضو اللجنة الرئيسة لتقييم نشاطات معهد الإدارة العامة.
- عضو مجلس الجودة في معهد الإدارة العامة.
- عضو لجنة المراجعة والتنسيق في معهد الإدارة العامة.
- عضو اللجنة التحضيرية للجنة العليا لسياسة التعليم.
- عضو مجلس إدارة الاتحاد الدولي لمدارس ومعاهد الإدارة – بروكسل.
- حضر وشارك في العديد من المؤتمرات والندوات في مجالات الإدارة والتنمية في الدول التالية: السعودية، الإمارات العربية، البحرين، الكويت، لبنان، المغرب، تركيا، ماليزيا، الصين، فرنسا، بلجيكا، الدنمارك، كندا، أمريكا، البرازيل.
- رأس وفد مجلس الشورى إلى جمهورية الصين الشعبية في زيارة رسمية عام 1428هـ.
- شارك في وفدي مجلس الشورى برئاسة معالي رئيس المجلس إلى كل من أوزبكستان واليمن. كما حضر ممثلاً للمجلس في مؤتمر دولي في كوريا الجنوبية.

## التدريس والتعاون الأكاديمي
- معهد الادارة العامة
- جامعة الملك سعود
- جامعة الامام محمد بن سعود الاسلامية
- جامعة الملك فيصل
- جامعة الأمير نايف للدراسات الامنية
- جامعة ولاية نيويورك بمدينة أولبني في الولايات المتحدة الأمريكية

## الجوائز
- جائزة روكفلر للإنجاز مدى الحياة، جامعة ولاية نيويورك، الولايات المتحدة الأمريكية.[5]
- خطاب شكر من فخامة رئيس وزراء جمهورية كازاخستان.